# Railteam
Die Railteam B.V. ist eine geschlossene/private Gesellschaft mit beschränkter Haftung (B.V.) mit Sitz in Amsterdam, Niederlande. Sie fungiert als Allianz von europäischen Eisenbahnverkehrsunternehmen im Bereich des internationalen Hochgeschwindigkeitsverkehrs in Europa nach dem Vorbild der Luftfahrtallianzen und wurde am 2. Juli 2007 in Brüssel gegründet.
Zusammengenommen verfügt die Railteam-Allianz über mehr als 1000 Hochgeschwindigkeitszüge und 44 Lounges. Mit den Mitgliedern der Railteam-Allianz können Fahrgäste über 100 europäische Ziele mit Hochgeschwindigkeitszügen erreichen.

## Mitglieder und Netz

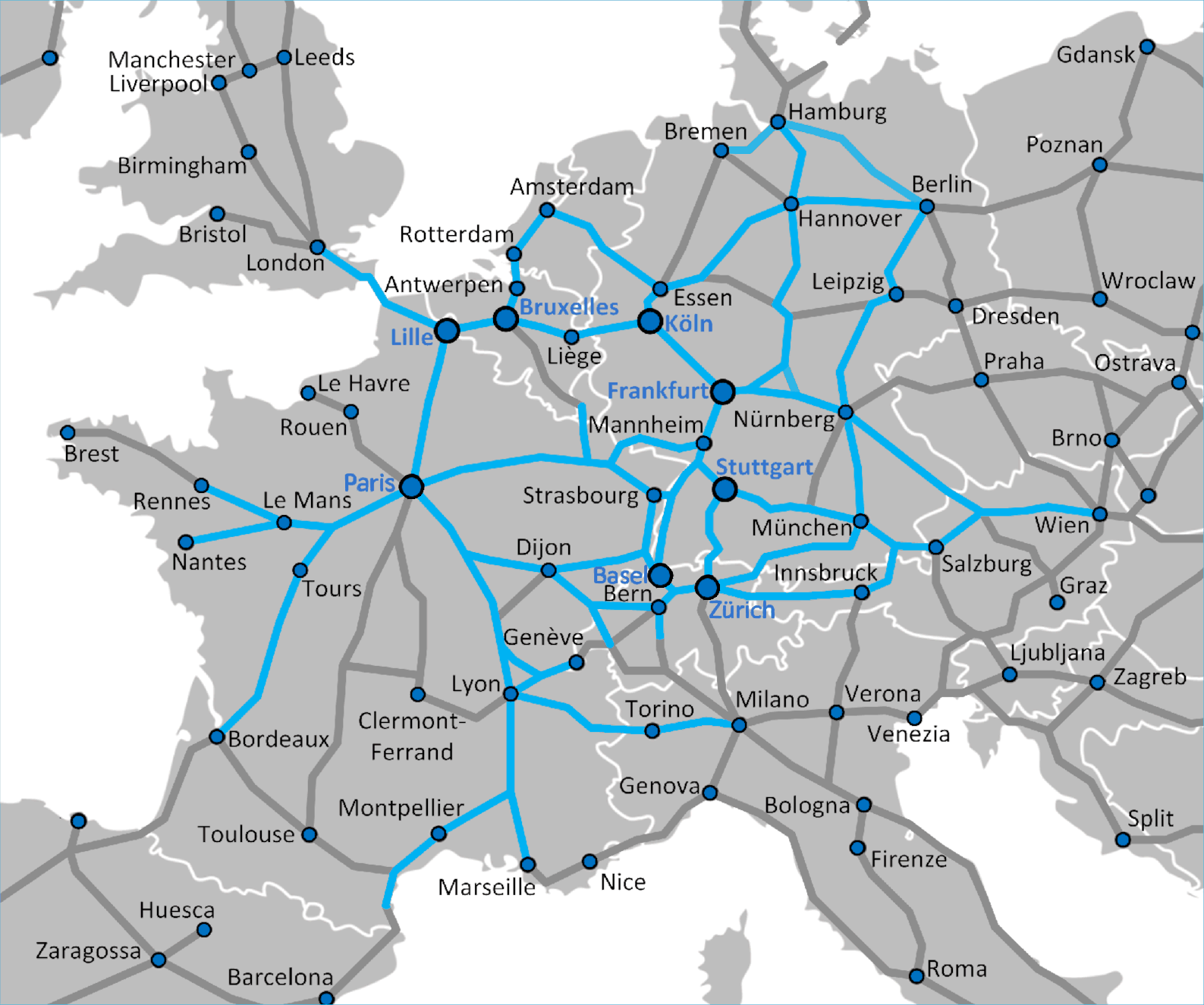
Railteam-Netz
Blaue Linien: Linien des Railteam-Netzwerks
Große Punkte: Hauptknotenpunkte des Streckennetzes von Railteam

Es gibt Vollmitglieder des Railteams, die Anteile am Unternehmen halten, sowie assoziierte Mitglieder. Alle beteiligten Bahnen fungieren als strategische Partner innerhalb des Railteamverbundes und bleiben unternehmerisch eigenständig. In dieser Allianz werden die Hochgeschwindigkeitszüge ICE, TGV, Eurostar, TGV Lyria, Thalys und Railjet gemeinsam betrieben. Das Verkehrsnetz der innerhalb von Railteam angebotenen Fernverkehrszüge umfasst rund 100 Städte in sieben Staaten (Belgien, Deutschland, Frankreich, Großbritannien, Niederlande, Österreich und Schweiz), die über ein rund 15.000 Kilometer langes Netz verbunden werden.
Zu den Vollmitgliedern zählen folgende Unternehmen:
- Deutsche Bahn (DB) – 20 %
- Société nationale des chemins de fer français (SNCF) – 20 %
- Nationale Gesellschaft der Belgischen Eisenbahnen (NMBS/SNCB) – 10 %
- Eurostar International – 10 %
- Nederlandse Spoorwegen (NS) – 10 %
- Österreichische Bundesbahnen (ÖBB) – 10 %
- Schweizerische Bundesbahnen (SBB) – 10 %
- Thalys (über THI Factory, Tochter von SNCF mit 60 % und NMBS/SNCB mit 40 %[11]) – 10 %

Zu den assoziierten Mitgliedern zählt:
- Lyria (Tochter von SNCF mit 74 % und SBB mit 26 %[12])

Die Hauptknotenpunkte des Streckennetzes sind Brüssel, Lille, Stuttgart, Köln und Frankfurt (Main), Basel, sowie in Paris und Zürich.

Hochgeschwindigkeitszüge der Railteam-Mitglieder
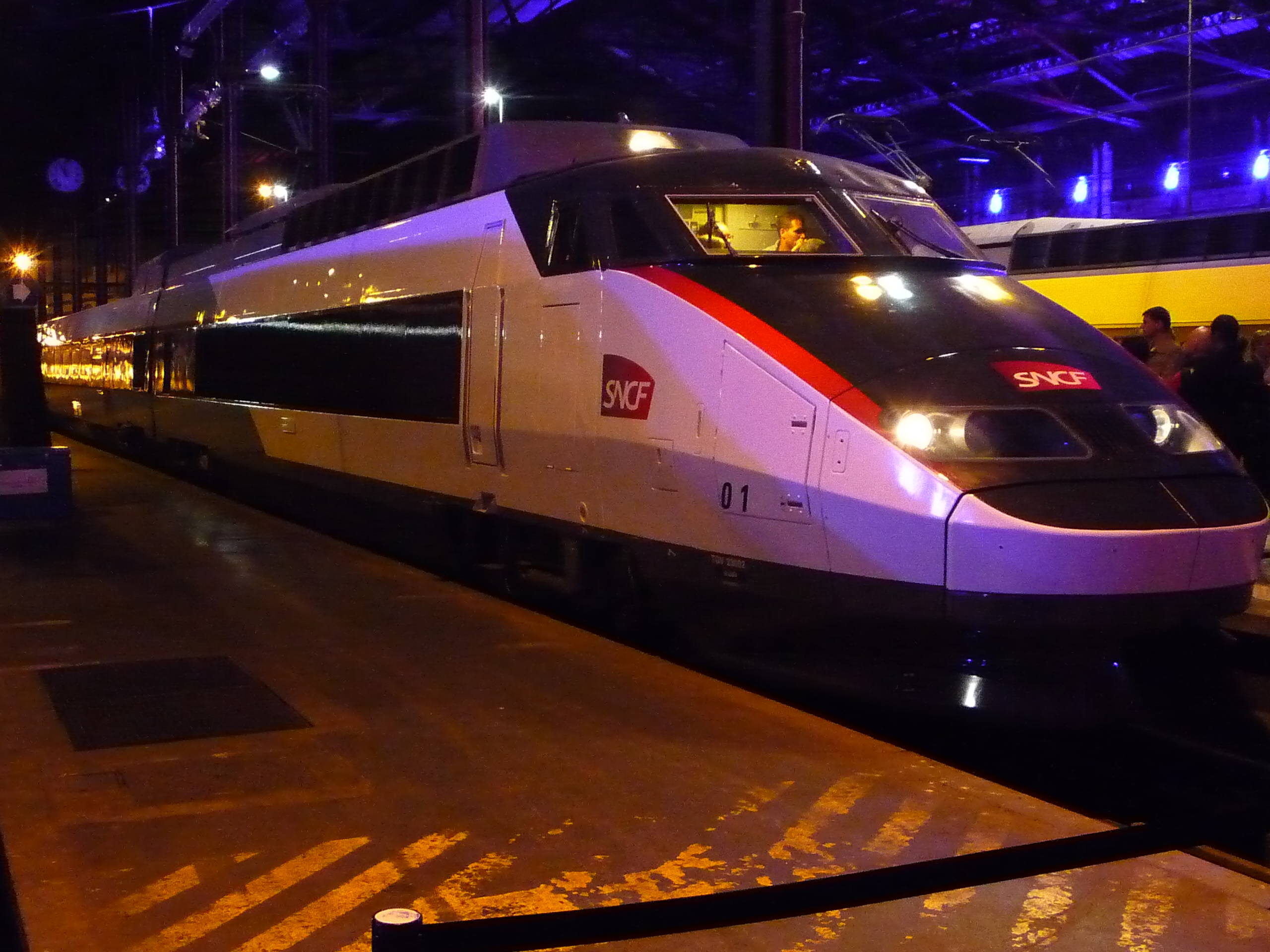
TGV
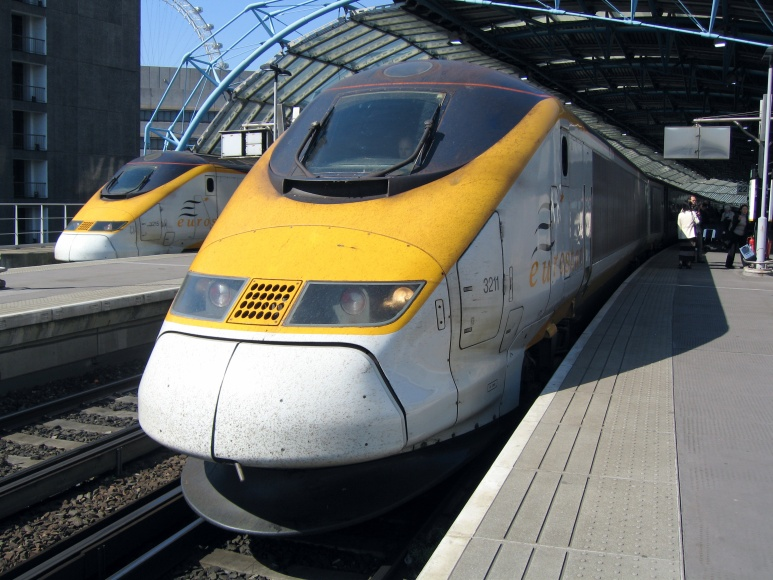
Eurostar
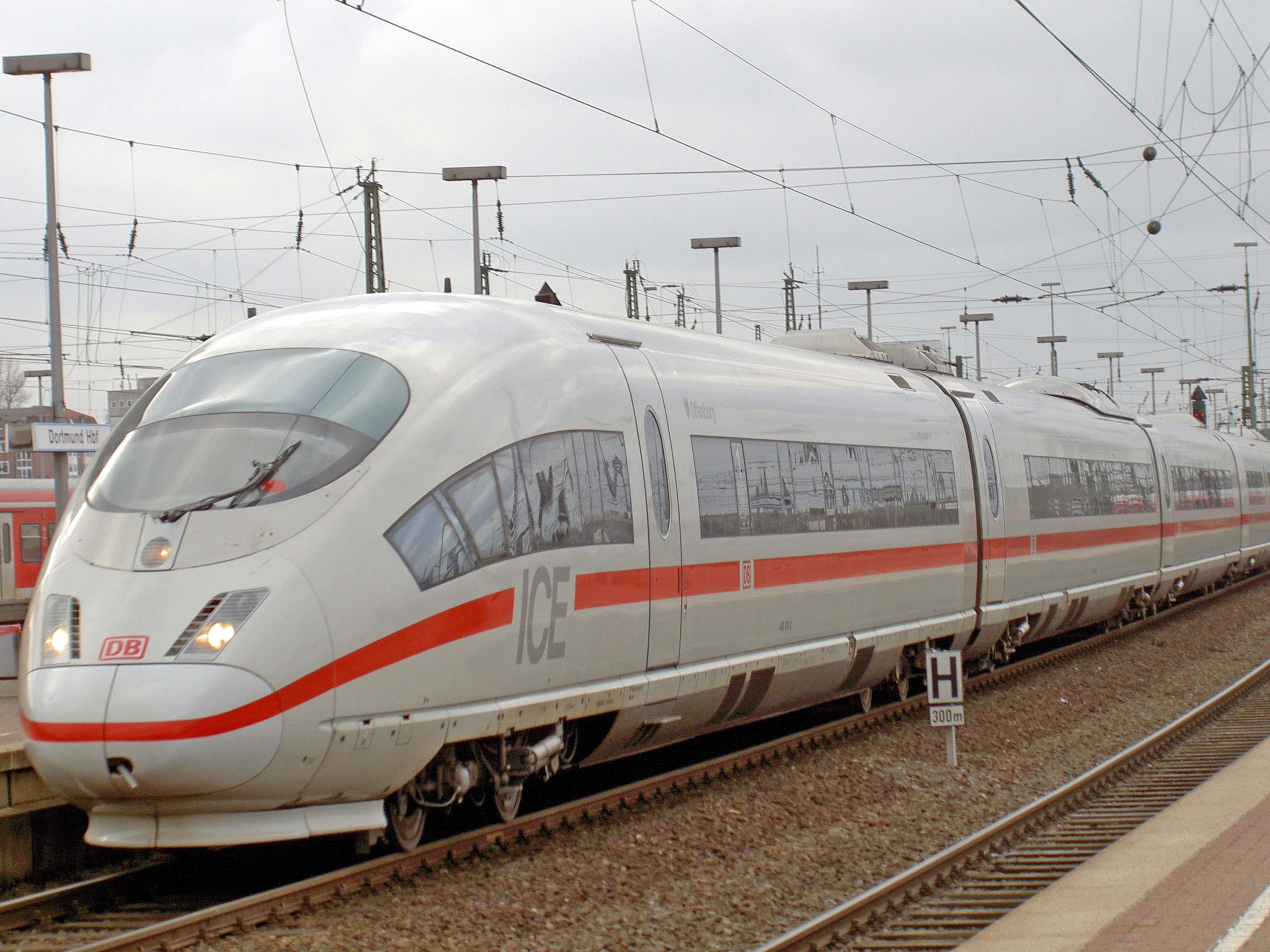
Intercity-Express (ICE)
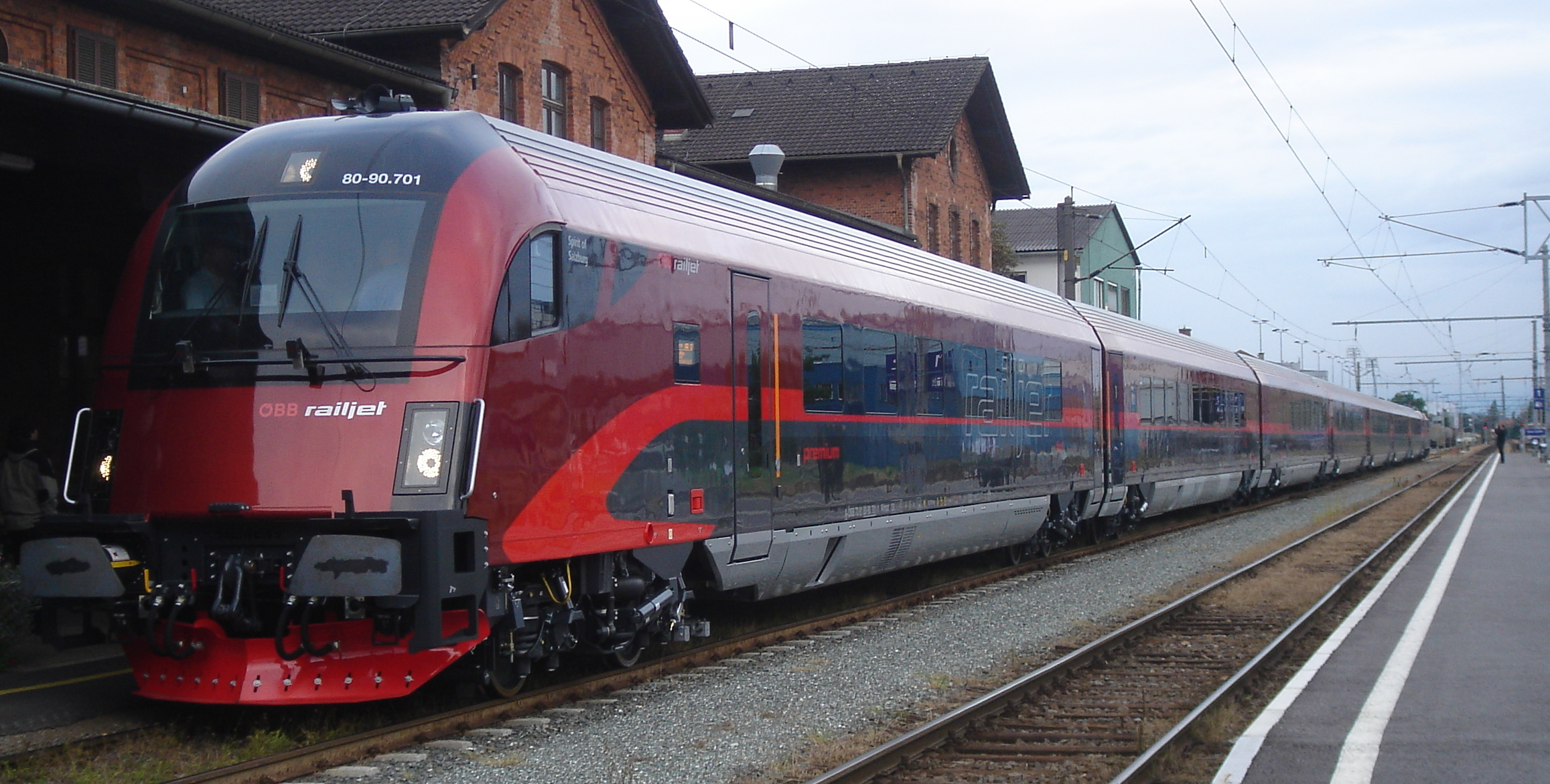
Railjet
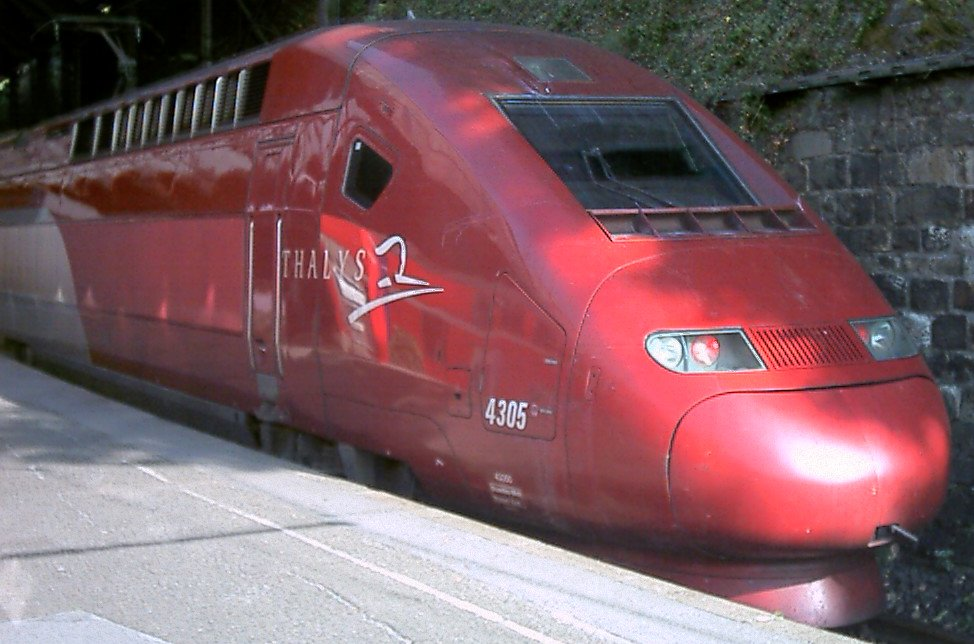
Thalys
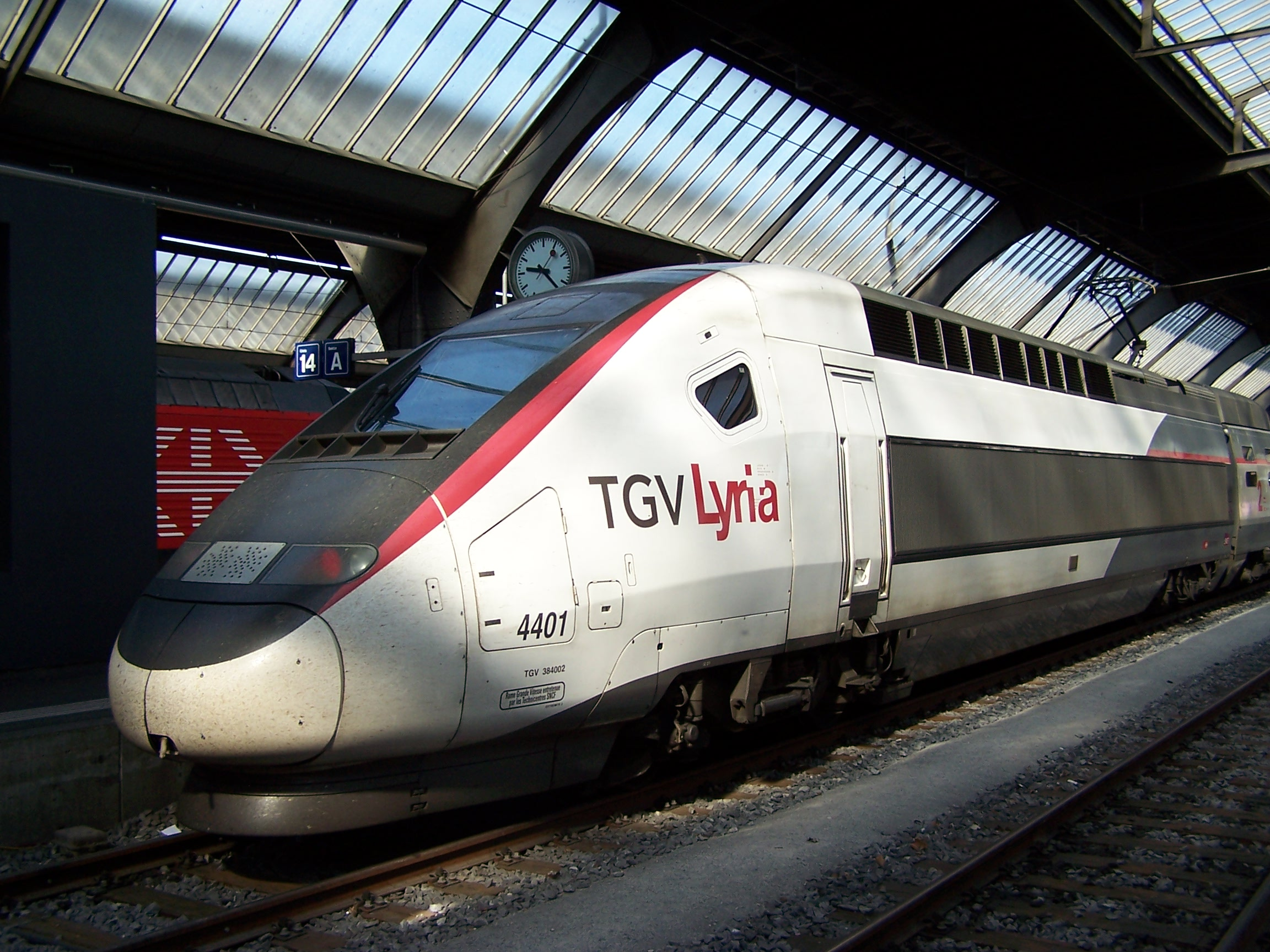
TGV Lyria

## Ziele
Die Hochgeschwindigkeitsbahnen Europas wollen durch ihren Zusammenschluss einen Mehrwert für die Fahrgäste schaffen, indem sie fortlaufend daran arbeiten, die Kapazitäten im Hochgeschwindigkeits-Schienennetz zu erhöhen und die Routen zu erweitern. Somit sollen den Fahrgästen nahtlose Reiseketten zwischen zahlreichen europäischen Städten mit verkürzter Reisedauer und häufigeren Verbindungen ermöglicht und zudem einheitliche Service- und Qualitätsstandards geboten werden. Die Entwicklung eines gemeinsamen Netzwerks soll somit eine wettbewerbsfähige Alternative sowohl zum Auto als auch zum Flugzeug für Ziele innerhalb Europas bieten. Davon können nicht nur die Fahrgäste, sondern auch die Umwelt profitieren.

## Gesellschaftsform
Das Railteam ist eine Kapitalgesellschaft nach niederländischem Recht, eine sogenannte geschlossene/private Gesellschaft mit beschränkter Haftung (B.V.), mit Sitz in Amsterdam und ist ähnlich einer Gesellschaft mit beschränkter Haftung (GmbH) in Deutschland. Jede Eisenbahngesellschaft in Europa, die die Kriterien der Allianz erfüllt, kann Mitglied werden. Die Organisationsstruktur ist eine Mischung aus normaler Unternehmensstruktur und Projektstruktur. Die deutsche und die französische Bahn haben je 20 Prozent und die restlichen fünf Gründungsmitglieder – SBB, NMBS/SNCB, ÖBB, NS International und Eurostar – je 10 Prozent an der Railteam-Allianz.
Als ersten Schritt zu einer Vereinheitlichung wurde eine gegenseitige Anerkennung der Vielfahrerprogramme in Bezug auf den Zugang zu den Lounges an den Bahnhöfen der Mitgliedsgesellschaften vollzogen. Seit dem 1. Juli 2007 dürfen etwa Inhaber einer DB BahnCard mit bahn.comfort Status und Inhaber eines SBB General-Abo 1. Klasse die Lounges der beteiligten Gesellschaften nutzen.
Die einzelnen Mitglieder haben für ihre jeweiligen Vielfahrer unterschiedlich gestaltete Programme aufgelegt. Diese sind:
- Deutsche Bahn: bahn.comfort (seit 2002)
- SNCF: MON COMPTE SNCF
- Thalys: My Thalys World[16]
- Eurostar: ClubEurostar
- NS International: NS Business Card
- SBB General-Abo 1. Klasse
- ÖBB: Klimaticket Upgrade 1. Klasse[17]